# Enovce, Kărdjali
Enovce (în bulgară Еньовче) este un sat în comuna Ardino, regiunea Kărdjali,  Bulgaria. 

## Demografie
Componența etnică a satului Enovce
     Bulgari (93,54%)
     Nicio identificare (6,45%)
     Altele (0%)
La recensământul din 2011, populația satului Enovce era de 155 locuitori. Din punct de vedere etnic, majoritatea locuitorilor (93,54%) erau bulgari. Pentru 6,45% din locuitori nu este cunoscută apartenența etnică.